# Église Notre-Dame-de-l'Assomption de Pringé
L'église Notre-Dame-de-l'Assomption est une église située à Luché-Pringé, en France.

## Localisation
L'église est située dans le bourg de Pringé sur la commune de Luché-Pringé, dans le département français de la Sarthe.

## Historique
La construction de l'église Notre-Dame de Pringé remonte au XIIe siècle, en pleine époque romane. Elle se compose alors d'une nef unique. Au XIIIe siècle, la dernière travée de la nef et le chœur sont recouverts d'une voûte sur croisées d'ogives de style angevin, reposant sur des colonnes adossées ornées de chapiteaux sculptés.
L'église est remaniée au XVe siècle par l'ajout de deux chapelles latérales voûtées, formant un faux transept.
L'édifice est classé au titre des monuments historiques par arrêté du 24 mars 1975.

## Description

### Architecture
L'église de Pringé, de style roman, se compose d'une nef unique couverte d'une charpente, d'un chœur orné d'arcatures aveugles surmontées de baies géminées, et d'une abside en cul-de-four. Elle est bâtie en calcaire, suivant un plan en croix latine, et son toit est recouvert d'ardoise. Le portail, dont les voussures reposent sur des chapiteaux ornés mais très usés, est situé sur le pignon ouest. Au nord, l'église conserve les restes d'un ancien cimetière, dont il subsiste quelques tombes du XVIIIe siècle, tandis qu'au sud se trouve l'ancien presbytère, sous la forme d'un logis à tourelle.

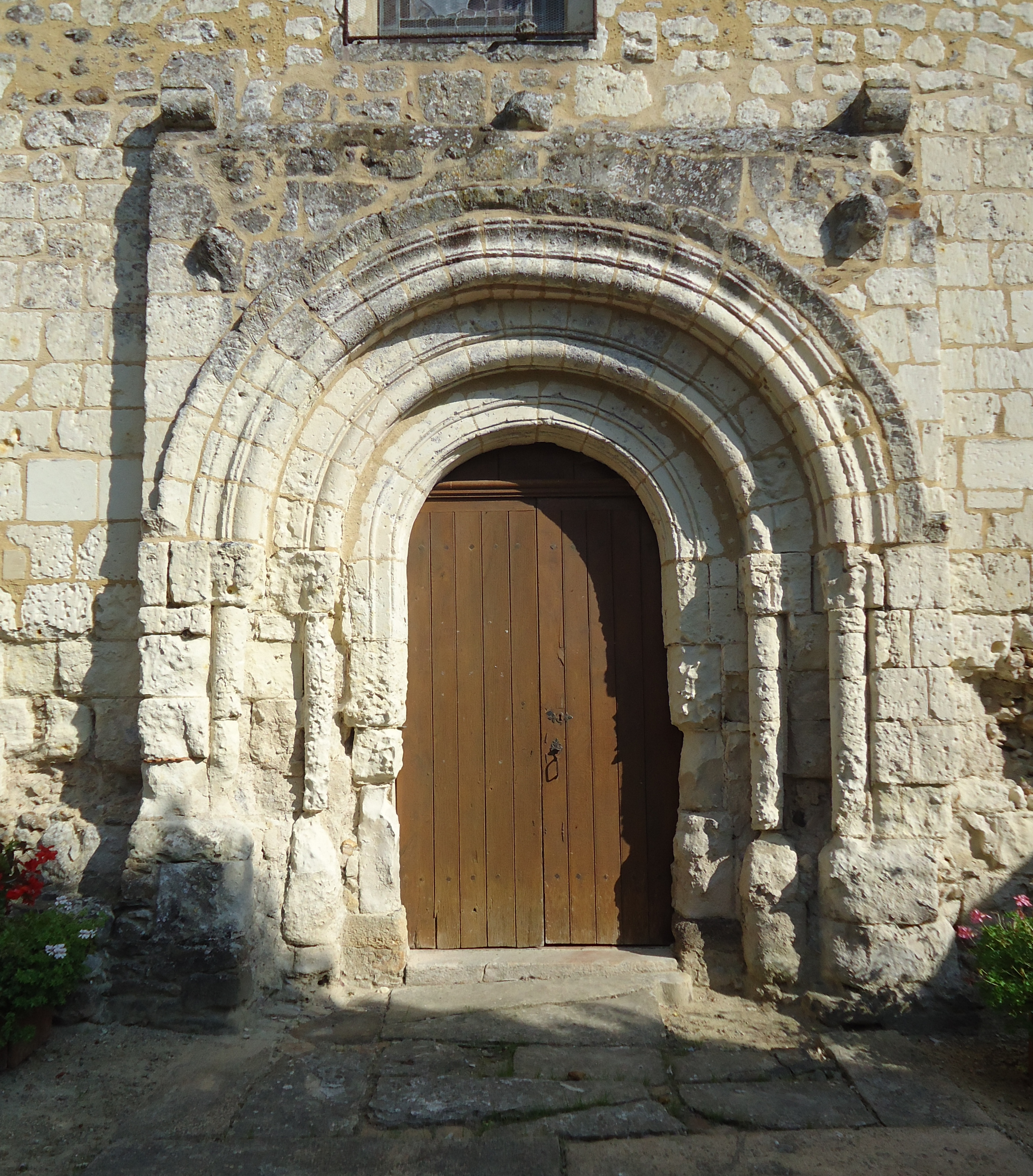
Le portail.
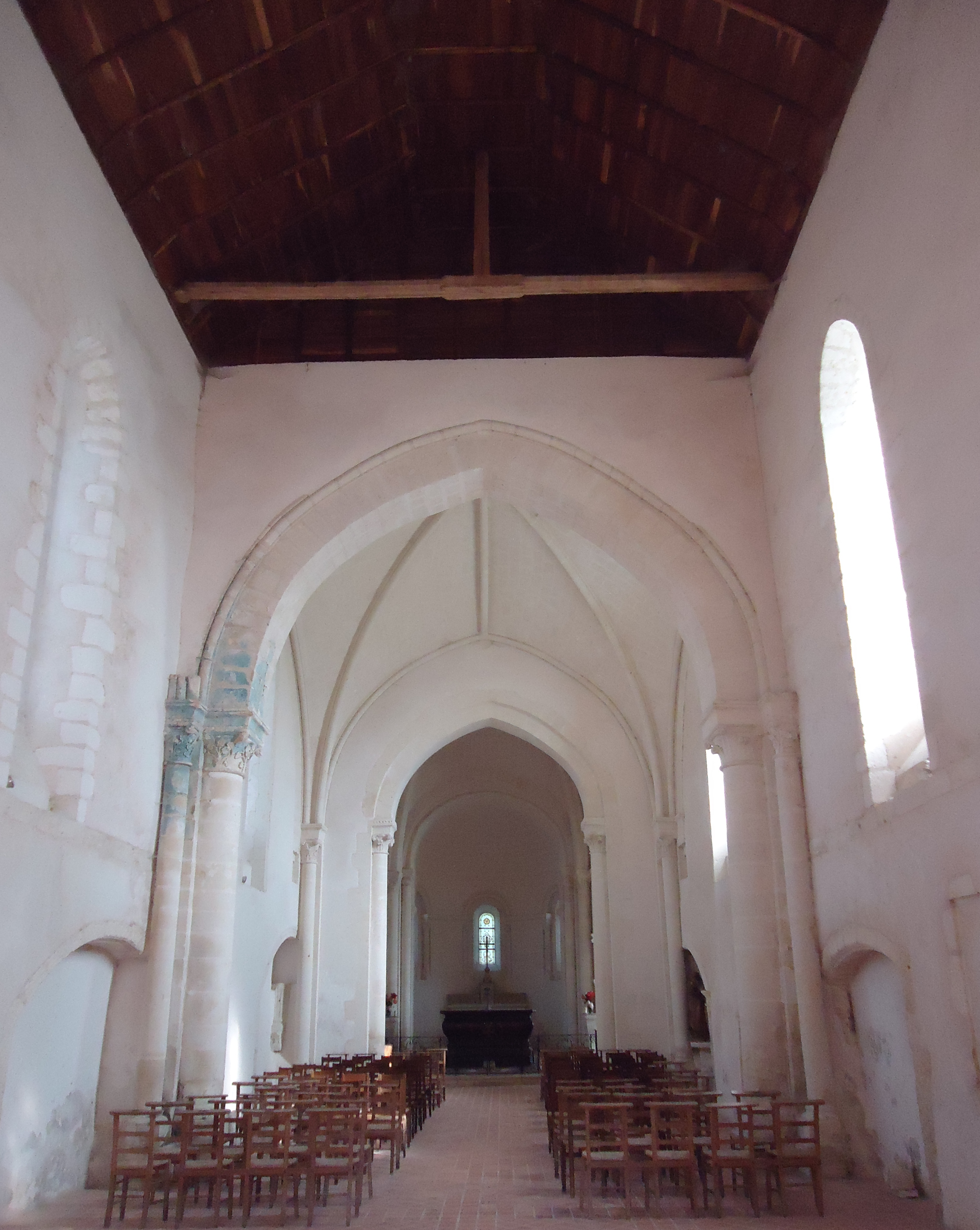
La nef.

### Mobilier
La chapelle sud est la plus richement décorée. Dans l'angle sud-ouest de cette chapelle figure une dalle funéraire, classée monument historique au titre d'objet en 1906. Elle provient de la tombe de Robin de Clermont, seigneur de Gallerande, mort le 2 février 1339 et inhumé dans cette église où il a fondé une chapellenie. Il s'agit d'une pierre en calcaire de forme rectangulaire, d'une hauteur de 180 centimètres pour 70 centimètres de largeur et 22 centimètres de profondeur. La figure de Robin de Clermont y est gravée au centre : le seigneur est représenté en pied, les mains jointes, les cheveux mi-longs et la barbe courte, vêtu d'une armure et portant une longue épée à la ceinture. Les blasons de sa famille sont représentés de part et d'autre de son visage, tandis que le fond de la dalle est orné de motifs végétaux. Une inscription gravée en lettres capitales figure sur le pourtour de la pierre.
L'église de Pringé renfermait une riche collection de statues jusqu'à la seconde moitié du XXe siècle, mais la plupart ont été transportées à l'église Saint-Martin de Luché pour des raisons de sécurité. C'est le cas de plusieurs œuvres classées aux monuments historiques, comme un groupe sculpté dit de l'éducation de la Vierge, en terre cuite polychrome du XVIIe siècle, et d'une statue en bois représentant Saint-Julien, datée du XVe siècle. Une statue en terre cuite polychrome de la première moitié du XVIIe siècle, représentant la Vierge à l'Enfant, est volée en 1990. L'église conserve néanmoins une statue de sainte Scolastique, en bois de noyer polychrome, datée du XVIIIe siècle.
Des peintures monumentales des XVe et XVIe siècles ornent les murs de la chapelle sud, celle des seigneurs de Gallerande. Elles sont classées aux monuments historiques au titre d'objets en 1976.

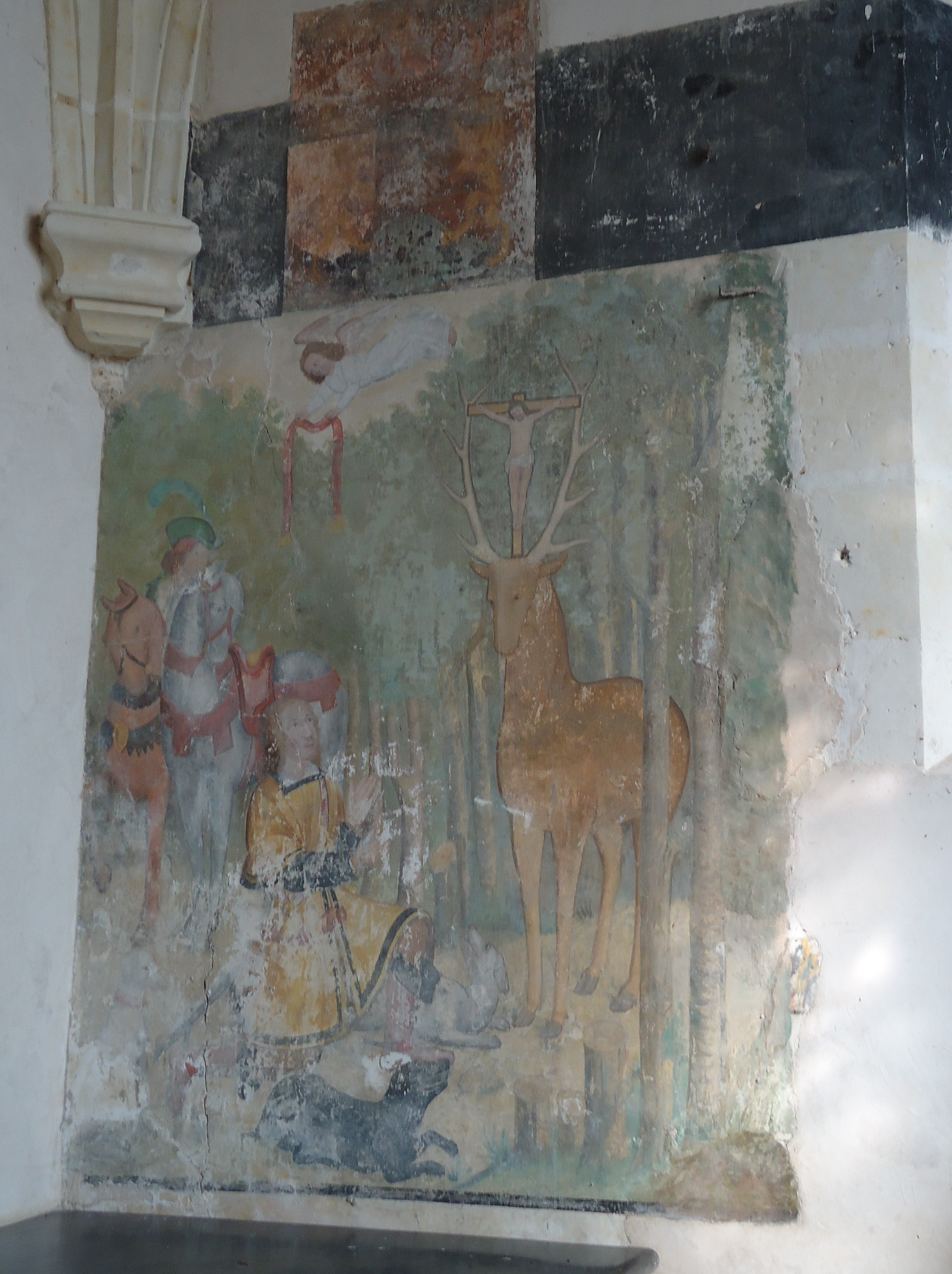
Une des peintures monumentales.
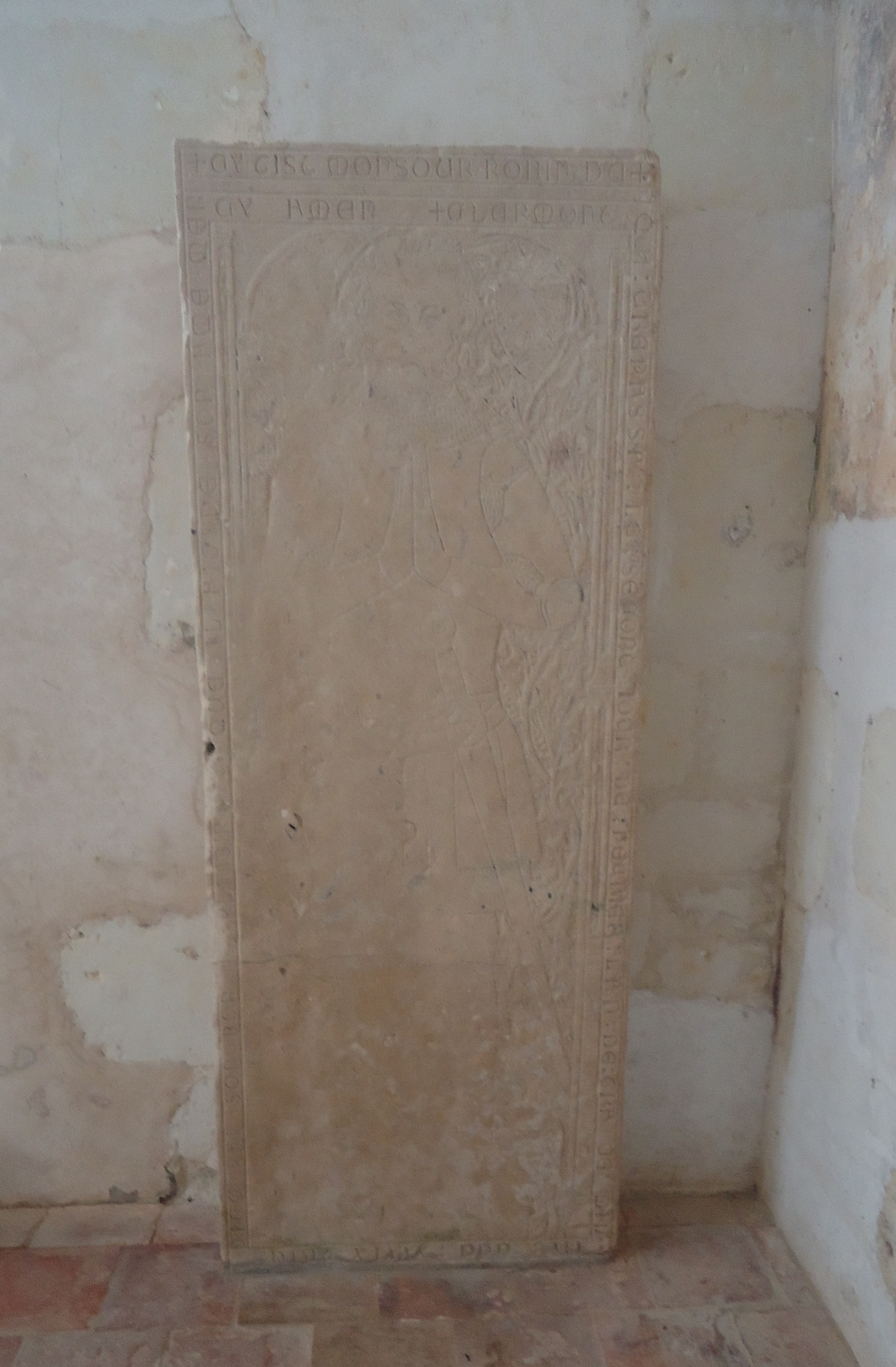
La dalle funéraire.
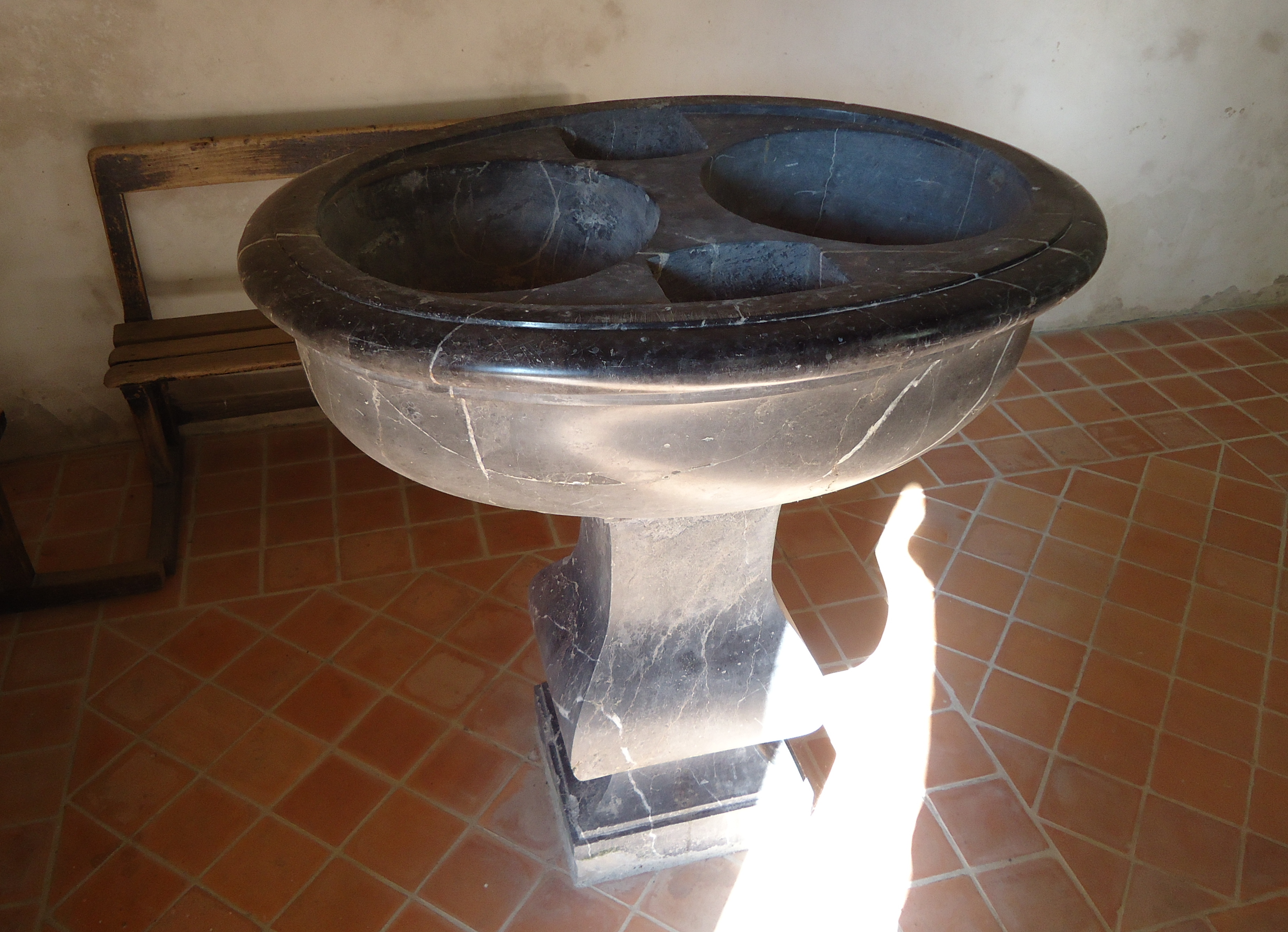
Les fonts baptismaux.